# Мостовик, Виктор
Виктор Мостовик (род. 7 января 1963, Молдова) — советский и молдавский легкоатлет, специалист по спортивной ходьбе. Выступал за сборные СССР и Молдавии по лёгкой атлетике в 1981—1993 годах, двукратный победитель Кубка мира в командном зачёте, чемпион Универсиады в Кобе, победитель и призёр первенств всесоюзного значения.

## Биография
Виктор Мостовик родился 7 января 1963 года. Занимался лёгкой атлетикой в Тирасполе и Кишинёве, состоял в добровольном спортивном обществе «Динамо».
Впервые заявил о себе на международном уровне в сезоне 1981 года, когда вошёл в состав советской сборной и выступил на юниорском европейском первенстве в Утрехте, где в зачёте ходьбы на 10 000 метров стал бронзовым призёром.
В 1985 году в дисциплине 10 000 метров выиграл бронзовую медаль на зимнем чемпионате СССР по спортивной ходьбе в Алуште, тогда как на дистанции 20 км одержал победу на летнем чемпионате СССР в Ленинграде. Будучи студентом, представлял Советский Союз на Универсиаде в Кобе, где тоже превзошёл всех соперников и завоевал золотую медаль. На Кубке мира в Сент-Джонсе взял бронзу в личном зачёте 20 км и получил серебро в мужском командном зачёте (Кубок Лугано).
В 1986 году победил в дисциплине 30 км на зимнем чемпионате СССР по спортивной ходьбе в Сочи и в дисциплине 20 км на IX летней Спартакиаде народов СССР в Ташкенте. На чемпионате Европы в Штутгарте финишировал четвёртым.
В 1987 году на Кубке мира в Нью-Йорке с национальным рекордом СССР 1:19:32 (четвёртый результат мирового сезона) выиграл серебряную медаль в личном зачёте 20 км и тем самым помог своим соотечественникам победить в командном зачёте. На чемпионате мира в Риме финишировал четвёртым.
На чемпионате СССР 1988 года в Киеве стал бронзовым призёром на дистанции 20 км.
В 1989 году на Кубке мира в Оспиталете в гонке на 20 км пришёл к финишу пятым и вновь выиграл мужской командный зачёт.
После распада Советского Союза Мостовик ещё в течение некоторого времени выступал за молдавскую национальную сборную. Так, в 1993 году он представлял Молдавию на чемпионате мира в Штутгарте — в ходьбе на 20 км показал результат 1:24:53, расположившись в итоговом протоколе соревнований на 12-й строке.